# Dorstenia lavrani
Dorstenia lavrani là một loài thực vật có hoa trong họ Moraceae. Loài này được T.A.McCoy & M.Massara mô tả khoa học đầu tiên năm 2008.